# Larsa
Larsa (mogelijk het Bijbelse Ellasar, Genesis 14:1), was een belangrijke stad in het antieke Babylonië, de plaats van verering van de zonnegod Shamash, gelegen bij de ruïneheuvel (tell) van Senkerah. Het ligt zo'n 20 km ten zuidoosten van de ruïneheuvel van Erech, bij de oostelijke oever van het Shatt-en-Nil kanaal (huidig zuidelijk Irak).

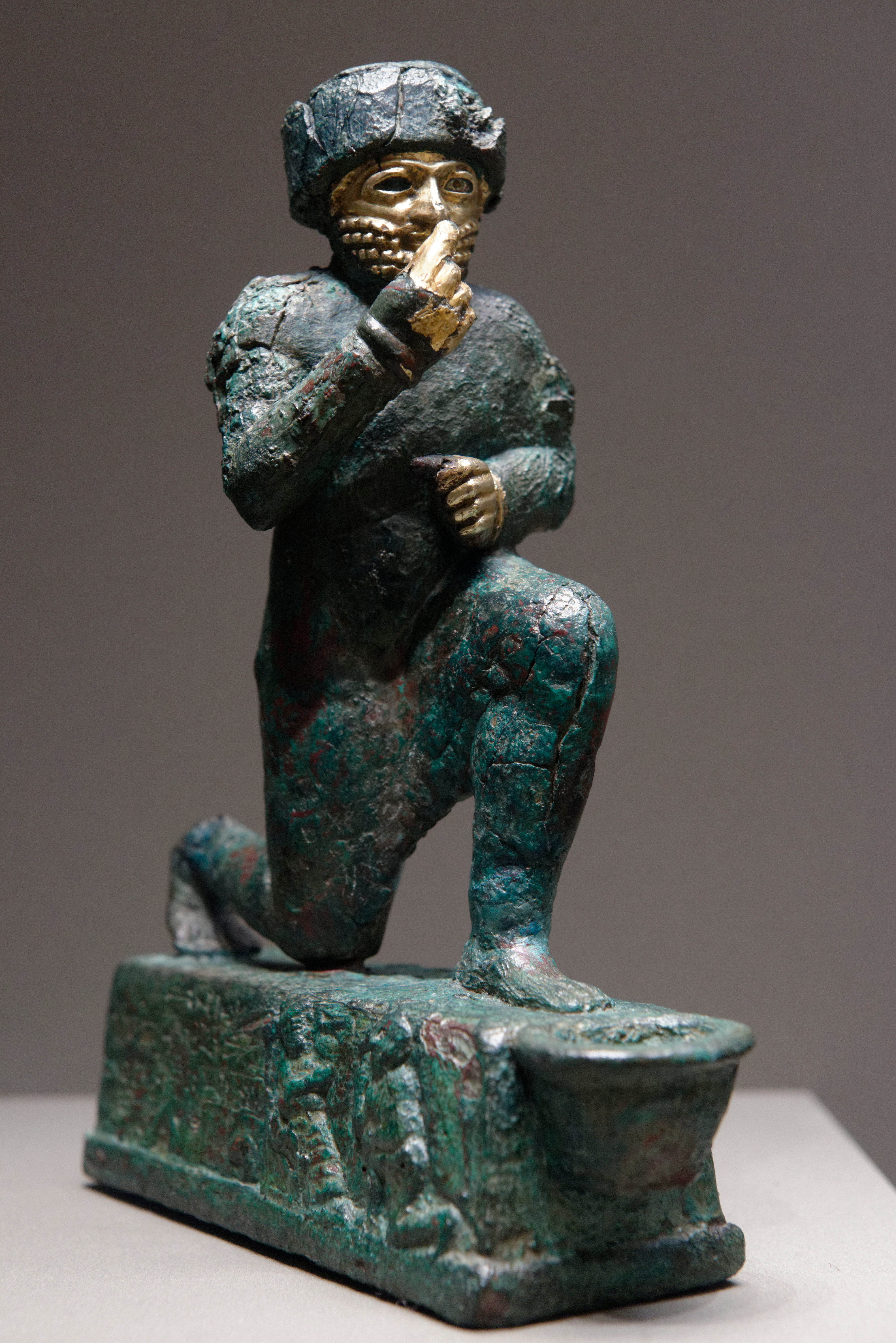
De Aanbidder van Larsa, een votiefbeeldje gewijd aan de god Amurru, vroeg 2e millennium v.Chr., Louvre

Larsa wordt voor het eerst genoemd in Babylonische inscripties uit de tijd van Ur-Gur, 2700 of 2800 v.Chr., die de ziggurat of E-babbar, de tempel van Shamash, bouwde of restaureerde. Politiek gezien trad het op de voorgrond tijdens de verovering door Elam, toen Larsa het centrum van de Elamitische heerschappij in Babylonië werd, wellicht als een extra buffer tegen het nabijgelegen Erech, dat een prominente rol had gespeeld in het verzet tegen de Elamieten. Ten tijde van Hammurabi's succesvolle strijd tegen de Elamitische veroveraars (ca. 1763 v.Chr.) werd Larsa geregeerd door een Elamitische koning genaamd Rim-Sin, die haar grote concurrent Isin in zijn dertigste regeringsjaar kon veroveren. Hij zou zijn eenendertig volgende regeringsjaren naar dit wapenfeit laten noemen, zo belangrijk was de verovering van Isin voor Larsa. Hiermee zou hij een nieuwe jaartelling introduceren: het erasysteem. Larsa verloor echter zijn onafhankelijkheid aan Samsu-Iluna, zoon van Hammurabi. Vanaf die tijd tot het einde van de Babylonische periode was het onderworpen aan Babylon.

## Geschiedenis van de opgravingen
De plaats is voor het eerst korte tijd aan opgraving onderworpen door William Loftus in 1850. Walter Andrae volgde in 1903. In 1905 bezocht Edgar Banks de plaats en vond dat er flink geplunderd werd. De eerste moderne en systematische opgraving was in 1933 onder André Parrot. Hij keerde terug in 1967. Daarna werkte Jean-Claude Margueron er tussen 1969 en 1970. Een Franse expeditie deed er 13 achtereenvolgende jaren opgravingen van 1976-91. Zij bouwden er een opgravingshuis maar dat werd na de golfoorlog van 1991 verwoest en de bewaker werd vermoord. Sindsdien is de plaats zo nu en dan bewaakt, maar in 2003 concludeerde een groep archeologen onder begeleiding van Amerikaanse soldaten dat er flink geplunderd was.

## De ruïnes
De ruïnes bestaan uit een laag, cirkelvormig platform, ongeveer 7 km in omtrek, langzaam stijgend van het niveau van de vlakte tot een centrale heuvel zo'n 25 m hoog. Dit vormt de oude ziggurat van de tempel van Shamash. Uit de inscripties die hier werden gevonden kan men afleiden dat, afgezien van de reeds genoemde koningen, Hammurabi, Burna-buriash (buryas) en Nebukadnezar II van Babylon de tempel van Shamash restaureerden of herbouwden. De opgravingen bij Senkerah waren met name zo succesvol door de ontdekking van inscripties op kleitabletten, voornamelijk contracten, maar ook een belangrijk wiskundige tablet en een aantal afwijkende tabletten met beschrijvingen en bas-reliëf scènes uit het dagelijks leven. Ook de overblijfselen van een oude Babylonische begraafplaats werden gevonden. Uit de ruïnes blijkt dat Senkerah ophield te bestaan ten tijde van of snel na de Perzische verovering.

## Koningen van Larsa

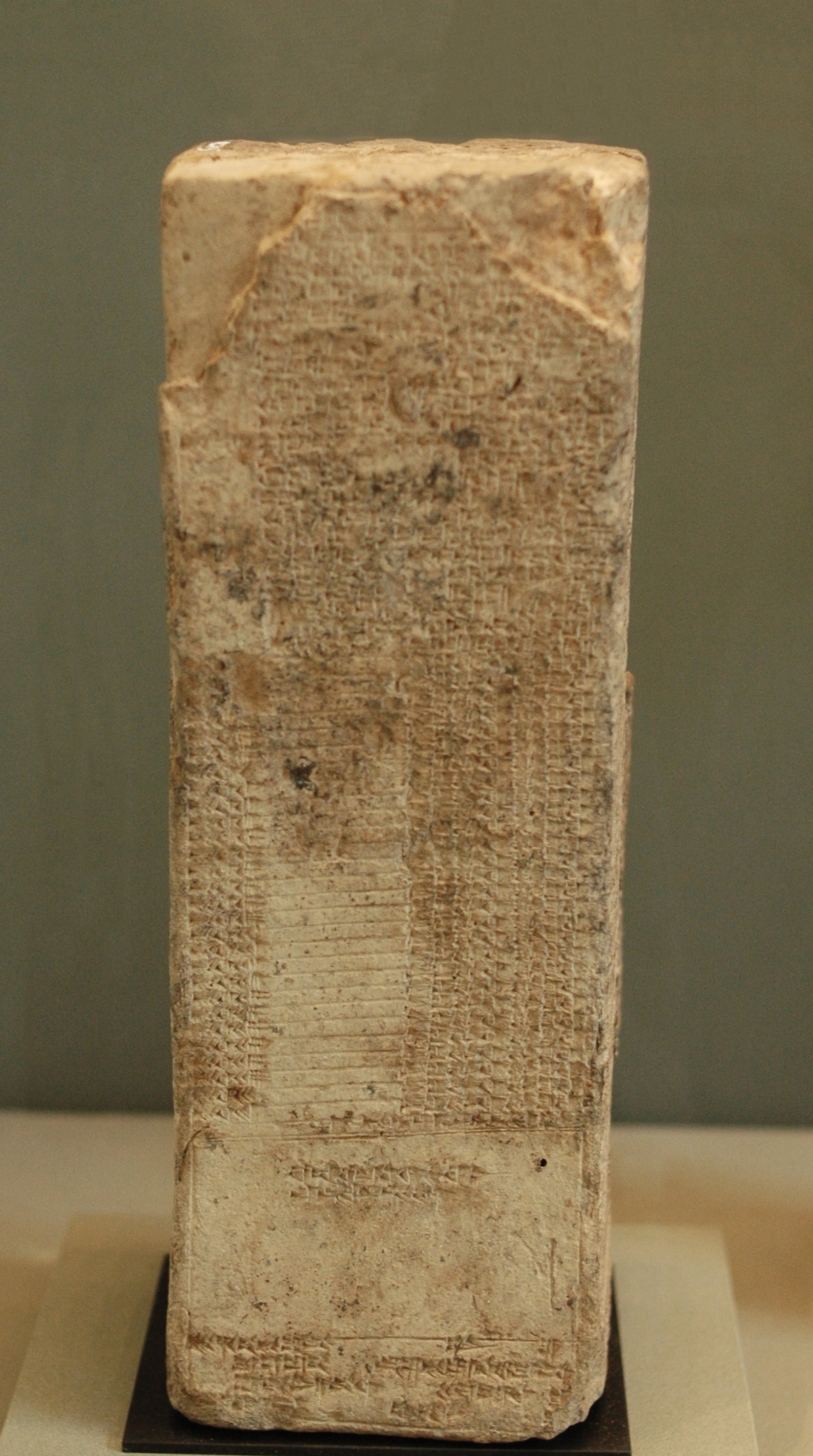
Lijst met de koningen van Larsa
(Louvre)

### Eerste dynastie
- 2025-2004 v.Chr. Naplanum
- 2004-1976 v.Chr. Emisum
- 1976-1941 v.Chr. Samium
- 1941-1932 v.Chr. Zabaya
- 1932-1905 v.Chr. Gungunum
- 1905-1894 v.Chr. Abisare
- 1894-1865 v.Chr. Sumuel
- 1865-1849 v.Chr. Nur-Adad
- 1849-1842 v.Chr. Sin-iddinam
- 1842-1840 v.Chr. Sin-eribam
- 1840-1835 v.Chr. Siniqišam
- 1835-1834 v.Chr. Silliadad
- 1834-1822 v.Chr. Warad-Sin
- 1822-1763[2] v.Chr. Rim-Sin I

veroverd door Babylon 1763-1750 v.Chr.

### Tweede dynastie
- ca. 1750 v.Chr. Rim-Sin II